# Ramón Auñón y Villalón
Ramón Auñón y Villalón (Morón, 1844-Madrid, 20 de mayo de 1925) fue un militar y político español, ministro de Marina durante la Guerra hispano-estadounidense en Cuba y gobernador civil de Barcelona en un breve periodo entre 1917 y 1918, además de varias veces diputado durante la regencia de María Cristina de Habsburgo y el reinado de Alfonso XIII.

## Biografía
Hijo de Antonio José Auñón y María Josefa Villalón González-Caballos, nació en la ciudad sevillana de Morón de la Frontera en 1844. En 1855 entró en el Colegio Naval Militar con el objetivo de convertirse en guardiamarina.
Como militar combatió en las guerras de África, de la Restauración dominicana y en la guerra de Cuba. Llegó a ser ministro de Marina en 1898 bajo gobierno de Sagasta, sustituyendo a Segismundo Bermejo, el día 18 de mayo. Durante su mandato como ministro ordenó el ataque por parte de la armada española de ciudades costeras americanas, aunque finalmente terminaría cancelando la orden. Apoyó la orden de Ramón Blanco de sacar la flota del puerto de Santiago de Cuba, con la consecuente derrota a manos de la armada estadounidense, en la que se conoció como batalla naval de Santiago de Cuba. Justificó esta decisión como «una cuestión de honor», prefiriendo la derrota a la rendición. Cesó como ministro el 4 de marzo de 1899.
Fue diputado en seis legislaturas distintas, en todas ellas por Cádiz, en concreto las correspondientes a las elecciones de 1893, 1896, 1898, 1899, 1901 y 1903. Además fue senador y vicepresidente del Senado.
También escribió una obra histórica sobre su ciudad natal. Entre el 7 de diciembre de 1917 y el 20 de enero de 1918 ejerció como gobernador civil de Barcelona. Fue una persona a la que se tuvo en buena estima en la ciudad de Cartagena. En 1916 publicó en Madrid una obra histórica sobre El gran Alcaide de Morón Diego de Figueredo en el último tercio del siglo XV. Murió el 20 de mayo de 1925 en Madrid, siendo enterrado a las 16:00 h del día siguiente en el cementerio de San Justo, en una ceremonia a la que acudió el general Valeriano Weyler.